# Marót PG

## Pályafutása
PG Marot 1995-ben A Hooligans zenekar alapító tagja. Basszusgitáros, szövegíró, 2004-től a Belga zenekar stúdió basszusgitárosa, 2014-től Koncertezik Adam Bombbal.

## Zenekarai
- 1995- A Hooligans zenekar alapító tagja, basszusgitáros, szövegíró
- 2004- A Belga zenekar stúdió basszusgitárosa
- 2014- Koncertezik Adam Bombbal

## Diszkográfia
- Hooligans 1996 maxi tape – dalszöveg, basszusgitár
- Hooligans 1997 Nem hall, nem lát LP – dalszöveg
- Belga 2004 Jon a Gólem LP – basszusgitár
- Sickratman 2004 B-e vagy? LP – basszusgitár
- Carbonfools 2004 Poisoned Gulash LP – basszusgitár
- Belga 2005 Belga 3 double LP – basszusgitár
- Belga 2007 Zigilemez LP – basszusgitár
- Chip Chip Chokas 2009 Chip Rock LP – basszusgitár
- Belga 2010 Platina LP – basszusgitár
- Hooligans 2010 8 szemközt LP – dalszöveg
- Hooligans 2011 Best of' dupla LP – dalszöveg
- Hooligans 15 2012 Best of' dvd – dalszöveg, basszusgitár
- Homeless Millionaires 2013 ---Lp